# 가센로쿠
《가센로쿠》(일본어: 何羨録, かせんろく)는 일본에서 가장 오래되었다고 추정되는 낚시 전문서이다. 구로이시 쓰가루 가문 3대 당주 쓰가루 마사타케가 1723년에 지었다.

## 배경
낚시를 매우 즐기던 쓰가루 마사타케는 당시 쇼군이었던 도쿠가와 쓰나요시가 내린 법령인 쇼루이아와레미 령, 즉 동물 보호 법령으로 인해 낚시를 제대로 할 수 없었다. 무사들은 '기술을 익혀, 무기(낚시도구에 해당)를 집중하여 손에 쥐고, 꾹 참고 숨으면서 본회(本懐, 미끼에 해당)를 던진다'며 고로 '낚시도 무사의 수련'이라는 이유를 대며 낚시를 몰래 하고 있었다. 무사들의 낚시는 묵인되었지만 일반 서민이나 상인들의 낚시는 처벌의 대상이 되었고, 이후 여러 차례 개정을 거치면서 화가 하나부사 잇초가 위법으로 섬에 유배되었다. 추가 조치로 낚시도구의 판매마저 금지되면서 낚시를 하기에는 너무 어려운 환경이 되어갔다. 그러나 쓰나요시가 죽은 뒤 1709년에 쇼루이아와레미 령이 폐지되면서 낚시도 다시 공식적으로 인정되었다. 마사타케는 이때를 맞아 낚시 지침서를 출판하였다.

## 구성
상, 중, 하의 3권으로 구성되어 있다.
- 상권 - 낚시 장소 편: 에도 주변의 뎃포즈(鉄砲州)에서 시바(芝) 사이의 지역, 나카가와(中川) 주변의 보리멸 낚시 장소, 소데가우라의 암초 등 낚시 명소 포인트에 대한 상세한 정보가 담겨 있다. 더불어 보리멸의 식생과 기타 낚시 어종에 대한 정보도 들어 있다.
- 중권 - 낚시 도구 편: 각종 도구의 좋고 나쁨에 대한 정보, 관련된 온갖 지식과 개인적 취미에 대한 내용들이 담겨 있다.
- 하권 - 날씨 편: 당시의 날씨를 예측하는 지식들과 마사타케가 전하는 자잘한 상식 정보가 들어 있다.

## 같이 보기
- 쓰가루 마사타케